# Nanatsu no Taizai
Nanatsu no Taizai (七つの大罪 lit. Los siete pecados capitales?), comúnmente conocido como Los siete pecados capitales en España e Hispanoamérica, es una serie de manga y anime escrita e ilustrada por Nakaba Suzuki, publicada en la revista Weekly Shōnen Magazine de Kodansha desde el 10 de octubre del 2012 hasta el 25 de marzo del 2020. La trama principal se sitúa en una época medieval y sigue las aventuras del escuadrón de caballeros conocidos como los "siete pecados capitales" (que actúan como protectores de Britannia), para defenderla de la opresión, y al mismo tiempo buscan la redención por pecados que les confirieron sus títulos.
Una adaptación de dos temporadas de anime por parte del estudio A-1 Pictures se emitió desde 2014 al 2018. Debido a su gran aceptación en Japón finalmente se produjeron dos OVA durante la publicación del manga, así como un especial televisivo de cuatro episodios conocido como Nanatsu no Taizai: Seisen no Shirushi (Los Siete Pecados Capitales: Los indicios de la Guerra Santa?) y posteriormente una película animada titulada: Nanatsu no Taizai: Tenkū no Torawarebito (Los Siete Pecados Capitales: Prisioneros del cielo?). Como Kodansha terminó su convenio con A1 Pictures tras el estreno de la película, Studio Deen se encargó de producir la tercera temporada de la serie conocida como Nanatsu No Taizai: Kamigari no Gekkirin (Los Siete Pecados Capitales: La Ira Imperial de los dioses?) distribuida en 2018 y su continuación: Nanatsu no Taizai: Fundo no Shinpan (Los Siete Pecados Capitales: El juicio del dragón?), así como la película animada titulada: Nanatsu no Taizai: Hikari ni Norowareshi Mono-tachi (Los Siete Pecados Capitales: La maldición de la luz?).
La plataforma de videos on Demand Netflix adquirió los derechos de la serie para distribuirla internacionalmente fuera de Japón en Streaming desde el 1 de noviembre del 2015.

## Argumento
Durante una época medieval en el reino de Liones, la tercera princesa del reino, Elizabeth Liones, intenta librar a sus súbditos del abuso de poder y opresión que ejercen los "caballeros sagrados". La princesa huye de su hogar para ir en busca de los legendarios "Siete Pecados Capitales"; usando una armadura oxidada, Elizabeth vaga sin rumbo hasta que llega a una cantina llamada Boar's Hat (el sombrero del jabalí) donde conoce al dueño, Meliodas, (un joven que aparenta ser un adolescente y que tiene un poder oculto) y a Hawk, un cerdo con la habilidad de hablar. Meliodas, a pesar de conocer poco a Elizabeth se compromete a ayudarla en su travesía para encontrar y reunir a los "Siete Pecados Capitales", le revela, que él en realidad es el pecado de la ira y el líder de dicha orden de caballeros. Al poco tiempo Elizabeth comienza a ser buscada por los "caballeros sagrados", sobre todo por Gilthunder, uno de los mejores caballeros sagrados que, tiene una historia personal con Meliodas y que consigue comprobar que sigue activo. Como Meliodas y Elizabeth son buscados por los caballeros en cuanto inician su viaje, se apresuran a huir, lo que los lleva a encontrar y reintegrar al grupo a Diane (la víbora de la envidia) y a una giganta que se escondía en un bosque; también a Ban el inmortal, el zorro de la avaricia que estaba encarcelado por los caballeros sagrados en un calabozo tras convencerse de que Meliodas estaba muerto.
Consciente de que los "siete pecados" poco a poco se reúnen, Gilthunder hace una tregua con el oso de la pereza King, quien accede a atacar a sus antiguos compañeros debido a que tiene asuntos pendientes con Ban, a quien acusa de haber asesinado a su hermana menor Elaine. Como resultado King, con la ayuda de una amazona sagrada llamada Guila, acorralan a los "siete pecados" en la capital de los muertos. No obstante, cuando King descubre las circunstancias en las que murió su hermana, traiciona a los caballeros y se integra al grupo también. En respuesta Sir Hendrickson el colíder de los "caballeros sagrados" aumenta sus fuerzas, al ofrecerle sus subordinados poder a cambio de beber sangre de demonio, lo que le otorga magia y unas habilidades descomunales. Conforme los "siete pecados" viajan más tiempo juntos, se hacen nuevos enemigos. El siguiente pecado en integrarse al grupo es Gowther, la cabra de la lujuria, para la sorpresa de algunos de sus compañeros que ignoraban su verdadera apariencia física y que se ocultó como la amiga de unos niños en una pequeña aldea.
Las confrontaciones entre los "Pecados" y los "caballeros sagrados" alcanzan su climáx cuando Elizabeth es secuestrada, lo que fuerza a los "pecados" a ir en su rescate, a la capital del reino de Liones, batalla en la que participa el sexto pecado Merlín, el jabalí, la gula. Por otra parte Hendrickson queda revelado como responsable de corromper a los "caballeros sagrados" por lo que se inicia una pelea entre los "siete pecados" y los "caballeros sagrados" incluyendo Gilthunder que gracias a la intervención de Meliodas, se rebela contra los caballeros sagrados. Gracias a los esfuerzos en conjunto de los "siete pecados" sumados a la magia sanadora de Elizabeth que se manifiesta por primera vez durante la batalla, Hendrickson es derrotado y los pecados son absueltos de sus crímenes.
Lamentablemente Hendrickson sobrevive a la derrota, se hace con la sangre de Elizabeth y con la ayuda de su amigo Dreyfus consigue liberar a los "diez mandamientos", la orden de demonios más poderosa de dicho clan. Como resultado los "diez mandamientos" intentan conquistar toda Britannia, lo que fuerza a los siete pecados a unirse a los caballeros sagrados para intentar detener la nueva amenaza pero, el poder de los "mandamientos" los supera hasta el punto en que Meliodas, Diana y Merlín son fácilmente derrotados por un solo miembro de los "mandamientos". Asimismo los "siete pecados" quedan medio disueltos como grupo porque Ban. se aleja temporalmente para tratar de resucitar a Elaine y Diana pierde los recuerdos de sus compañeros tras un altercado con Gowther. Como respuesta Meliodas, convence a parte del equipo para entrenar y dividir a los demonios para tener ventaja en sus inevitables confrontaciones y poder salir en busca del miembro restante del equipo, Escanor, el león de la soberbia.
Una vez que encuentran a Escanor y de que Ban y Diane se reintegran al grupo, consiguen derrotar a algunos "mandamientos" como Galand, Melascula, Grayroad, Fraudrin y Estarossa; sin embargo los "siete pecados" no logran evitar la conquista del reino de Camelot a manos de los restantes "mandamientos" además de que Meliodas poco a poco pierde su humanidad como resultado de la maldición de la vida eterna, lo que lo provoca que pueda convertirse en el demonio desalmado y cruel que era."Los Pecados" intentan combatir a "Los Mandamientos" reunidos como grupo, pero pierden a Meliodas, que sucumbe a su oscuridad interior y a Elizabeth, quien en realidad es la reencarnación de una diosa, de la que se enamoró hace miles de años, antes del inicio de la guerra santa y que está condenada a morir tres días después de recuperar los recuerdos de sus reencarnaciones pasadas.
De tal forma que Elizabeth no tiene otra opción que aliarse con los "siete pecados" para impedir los planes de Meliodas de convertirse en el rey demonio, tras absorber los "mandamientos" de sus antiguos portadores, así como el apoyo de sus hermanos Zeldris, Estarossa y los demonios veteranos Chandler y Cusack. A la guerra también se suman Stigma y un cuarteto formado por los arcángeles del clan de las diosas, de los cuales su líder Ludociel, consigue que la princesa de Liones, hermana de Elizabeth, Margaret le preste su cuerpo. Dado que Elizabeth está condenada a morir a los tres días de recuperar sus recuerdos y poderes originales "los pecados" se dividen en subgrupos para resolver la actual crisis: Ban convence a Merlín para enviarlo al purgatorio lugar donde confirman que está el alma de Meliodas para devolverlo a su verdadero ser, Diana, King y Elizabeth apoyan a los "caballeros sagrados" para combatir a los demonios y defender los reinos mientras que Merlín y Escanor junto a Ludociel viajan hasta la guarida de los demonios para impedir la transformación de Meliodas en el nuevo rey.
De manera inesperada Estarossa el hermano menor de Meliodas comienza a reclutar a los "mandamientos", después de recordar su interés por Elizabeth, hasta el punto de que pierde la cordura y se rebela contra Gowther, cuya verdadera identidad es la del desaparecido Mael, el más poderoso de Sitgma, cuya ausencia en la guerra santa, provocó el final de dicho conflicto. Aunque Mael no se toma muy bien lo que le sucedió, consigue volver en sí gracias a la intervención de Gowther por lo que se integra en la misión de los "siete pecados" para impedir el propósito de Meliodas y apoyar a Merlín y Escanor. Pese a los esfuerzos de los "siete pecados", Meliodas renace como el nuevo rey demonio aunque, en realidad, está bajo el control de su padre, el Rey Demonio original que, solo quería nombrarlo su sucesor para gobernar fuera del purgatorio. Con el apoyo de Ban que regresa más fuerte de su estancia en el purgatorio, así como la intervención de Zeldris consiguen liberar a Meliodas de la posesión de su padre y desterrar al rey demonio por lo que Meliodas con el poder que obtiene, es finalmente capaz de liberarse y también librar a Elizabeth de sus respectivas maldiciones.
Como Meliodas adquiere un poder equivalente al del Rey Demonio, debe marcharse de la dimensión actual para restaurar el orden cósmico e incluso Elizabeth pretende irse con él, al reino de los demonios para poder vivir juntos. Al poco tiempo el rey demonio vuelve gracias a que Cusack se aseguró de otorgarle los mandamientos a Zeldris, convirtiéndolo en su nuevo huésped, lo que desencadena otro enfrentamiento contra los "siete pecados" que consiguen liberar a Zeldris como lo hicieron con Meliodas gracias a que cuentan con el apoyo de Gelda, la amante de Zeldris; Meliodas provoca que su padre muera definitivamente al sacrificar sus poderes nuevos lo que a su vez lo libera de tener que marcharse al purgatorio.
Más tarde Merlín utiliza la cantidad de poder que usó en su batalla contra el rey demonio para resucitar a Arturo, a quien le concede el poder de Caos, la más antigua entidad y responsable de la creación de todas las razas para asegurarse que sea el rey que está profetizado a ser, lo que pone en peligro a todo el reino, porque Arturo comienza a ser acechado por Cathpalug, un monstruo que, pretende apoderarse de dicho poder para sí mismo, por lo que los "siete pecados" intervienen para ayudar a derrotar a Cathpalug. Diez años después Britannia alcanza una era de paz y prosperidad, con el reinado de Meliodas y Elizabeth se casan y tienen a un hijo llamado Tristán que, al igual que su padre, anhela proteger al reino como uno más de los "siete pecados capitales".

## Aspectos de la serie
La obra se ambienta en una época medieval, sobre todo en un continente ficticio conocido como Britannia (ブリタニア Buritania?), algunas historias y muchos de sus personajes incluyendo los protagonistas y secundarios están basados en la materia de Bretaña. Si bien, el personaje más conocido del folklore británico es el Rey Arturo; la trama del manga no gira en torno a él sino a otros personajes no tan conocidos y que se pueden interpretar como una re-imaginación y no, una nueva versión de la historia, como sucede con personajes como Merlín que en la cultura popular es representado como un sabio mago varón y anciano mientras que en la serie es una hechicera que solo usa el alias de Merlín como un título. Pese a su ambientación, la obra a su vez contiene elementos contradictorios como la presencia de términos propios de la cristiandad en Europa medieval como el concepto de los "siete pecados capitales" y los diez mandamientos. Por ende también hay poca consistencia con las historias tradicionales de personajes históricos presentados tales como Arturo, Meliodas, Merlín o Escanor. Asimismo existen otros personajes en la historia nombrados en alusión a mitologías, sitios geográficos o folclore de la cultura británica tales como: Gowther, Zaratras (Zoroaster), Dreyfus, Gustaf, Frisia, Jericho, Galand, Derierrie, Albiones, los vampiros y Zhivago.
En Britannia existen cinco grandes razas o clanes que forman su población: los humanos, los demonios, las hadas, los gigantes y las diosas. Debido a un conflicto entre la raza de las diosas y los demonios conocido como la "guerra santa" (聖戦  Seisen?), desaparecen una buena parte del clan de los demonios, diosas, hadas y gigantes, dejando a la raza humana como la predominante y más común de todas. La orden de caballeros que da nombre a la serie los siete pecados capitales (七つの大罪 Nanatsu no Taizai?) se compone de siete individuos destacados, reunidos para formar la primera línea de defensa contra amenazas destructivas y cada uno es llamado como algún pecado capital, por algún crimen que cometieron en el pasado.

## Personajes
Meliodas (メリオダス Meriodasu?)
Seiyū: Yūki Kaji
Actor de doblaje: Miguel Ángel Leal (Latinoamérica), Roberto Rodríguez (España)
El dragón de la ira y también líder de los "siete pecados capitales". Pese a su reputación Meliodas, en realidad es un joven bondadoso, amistoso y honorable y sólo manifiesta arrebatos de furia ante la impotencia de no poder proteger a sus seres queridos. Si bien físicamente se parece a un niño de 12 o 13 años, en realidad es un demonio de miles de años de edad, maldecido con la vida eterna, fundó a los "siete pecados" para crear una línea de defensa contra amenazas a los de su clan o incluso mayores. Tras la primera separación de los pecados Meliodas se hace pasar por un cantinero dueño de su propio negocio el Boar Hat (豚の帽子亭 Boā Hatto?) con el que viaja por los reinos y reúne información de sus compañeros y posteriormente ayudar a Elizabeth a juntarlos. Su poder mágico es "contraataque" (全反撃 Furukauntā?) con el que puede desviar ataques mágicos y aumentar su potencia con cada desvío.
Elizabeth Liones (Erizabesu Rionesu?)
Seiyū: Sora Amamiya
Actor de Doblaje: Lupita Leal (Latinoamérica)
Es la tercera princesa del reino de Liones quien, junto a Meliodas, está buscando a los "Siete Pecados Capitales" para enfrentarse a los "Caballeros Sagrados". Tras confirmar que Meliodas es uno de los "siete pecados" y convencerlo de que la ayude en su causa, se une al Boar's Hat como una camarera. Es amable, tímida y valiente, estando dispuesta a arriesgar su vida, aun sabiendo que su búsqueda de los pecados la convertiría en una fugitiva o de tener que involucrarse en las peleas de los "pecados", pese a su carencia de magia defensiva. Con el transcurso del tiempo su confianza en Meliodas, florece en amor hacia él, correspondido aunque de una manera más lasciva y despreocupada. Casualmente descubre que tiene sangre de druida lo que le confiere la capacidad de manifestar magia de curación con la que asiste a los "siete pecados" en sus batallas además de revelarse que es la reencarnación de la antigua novia de Meliodas, la sagrada Liz.
Hawk (ホーク Hōku?)
Seiyū: Misaki Kuno
Actriz de doblaje: Analiz Sánchez y Nallely Solís (Latinoamérica)
Un cerdo parlante y acompañante de Meliodas. Trabaja en el Boar-Har como conserje al comerse las sobras de la pésima comida que Meliodas cocina. En un principio, Hawk no manifiesta una habilidad mágica ofensiva por lo que, casi siempre protege a Elizabeth de las subsecuentes peleas entre los "siete pecados" y los "caballeros sagrados" o del acoso lascivo de Meliodas hacia la princesa. Luego de sobrevivir a un fatal ataque de Hendrickson, Hawk manifiesta su propia habilidad mágica llamada "Puercomorfosis" ( Toransupōku?) la cual le permite absorber de forma temporal las habilidades de criaturas mágicas que se come hasta digerirlas.
Diane ( Diane?)
Seiyū: Aoi Yūki
Actriz de Doblaje: Cecilia Gómez (Latinoamérica)
La víbora de la envidia y también miembro de la raza de los gigantes de una actitud confiada, curiosa y sensible especialmente respecto a su apariencia. Es la segunda en integrarse al grupo, tiene un amor no correspondido por Meliodas debido a que la trata como su igual pese a su condición de gigante, razón por la que ocasionalmente se pone celosa de Elizabeth y de crear un singular triángulo amoroso entre ella, Meliodas y King. Su poder mágico es "creación" ( Kurieishon?) habilidad única de los gigantes con la que es capaz de manipular la naturaleza en especial el elemento de la tierra.
Ban (バン?)
Seiyū: Tatsuhisa Suzuki
Actor de Doblaje: GabrieBasurto (Latinoamérica)
El pecado del zorro de la avaricia y es el mejor amigo de Meliodas dentro de los "pecados". Es más conocido como «Ban. el muerto viviente» debido a su condición como inmortal tras beber de la legendaria fuente de la juventud por lo que Ban no puede morir sin importar lo letal que sean sus heridas o ataques que reciba. Es de los miembros más despreocupados del grupo, tras la separación de la orden Ban, fue detenido y puesto en una mazmorra, habiéndose resignado a estar encerrado al creer que Meliodas estaba muerto. Una vez que se entera de que Meliodas está vivo e intentando reunir al grupo Ban se reintegra motivado para encontrar la forma de resucitar a Elaine, su amada fallecida. Su especialidad mágica es conocida como "hurto" (強奪スナッチ Sunacchi?) poder con el que puede debilitar la magia de sus oponentes o arrebatar algún objeto físico.
King (キング Kingu?)
Seiyū: Jun Fukuyama
Actor de Doblaje: Luis Leonardo Suárez (Latinoamérica)
El pecado del oso de la pereza y el rey del clan de las hadas. Su nombre real es Harlequín (ハーレクイン Hārekuin?) y físicamente es parecido a un adolescente pese a que en realidad es mucho mayor en edad. King es uno de los miembros más sensibles de los "siete pecados" y está enamorado de Diane aunque, para su pesar, ella está más interesada en Meliodas. En un principio se muestra reacio a volver al equipo debido a que es manipulado por los caballeros sagrados para combatir a sus antiguos compañeros por su odio hacia Ban, quien es sospechoso de haber incendiado el bosque de las hadas y de la muerte de su hermana menor Elaine. Una vez que descubre lo que en realidad pasó, King se reintegra y poco a poco va perdonando a Ban así como logra ganarse el afecto de Diane. Su magia como rey de las hadas recibe el nombre de "desastre" (災厄ディザスター Dizasutā?) técnica con la que puede manipular la vitalidad o degeneración de los que están a su alrededor y con la que es capaz de transformar a su tesoro sagrado Chastiefol ( Reisō Shasutiforu?), una lanza mágica creada por el árbol del bosque de las hadas.
Gowther (ゴウセル Gōseru?)
Seiyū: Yūhei Takagi
Actor de doblaje: Alan Fernando Velázquez (Latinoamérica)
La cabra de la lujuria en los siete pecados capitales. Es un muñeco creado como el avatar de un poderoso hechicero y como Meliodas formó parte de los diez mandamientos originales. Tras perder sus recuerdos de quien era Gowther, vagó durante mucho tiempo hasta que fue reclutado por los "siete pecados capitales", haciéndose muy cercano a Merlín. Se caracteriza por su personalidad rígida, plana y sin emociones así como su forma de expresarse cordial y mecanizada, debido a esto, siente curiosidad por las emociones y ve a las personas como objeto de estudio. Su poder mágico es llamado invasión (Inbeishon?) con el que puede manipular, modificar o reemplazar los recuerdos de las personas y otros seres racionales.
Merlin (マーリン Mārin?)
Seiyū: Maaya Sakamoto
Actriz de doblaje: Carla Castañeda y Dulce Guerrero (Latinoamérica)
El jabalí de la gula y una de las mejores hechiceras en el reino de Camelot. Merlín le hace justicia a su pecado aunque no de manera literal, al manifestar un insaciable hambre de conocimiento en cualquier ciencia, lo que la lleva a realizar todo tipo de experimentos para cumplir con sus descubrimientos. Es de los miembros que se unió más pronto al equipo, siendo la cofundadora al lado de Meliodas. Su poder es Infinidad ( Infiniti?) habilidad con la que puede mantener indefinidamente cualquier hechizo activo una vez lanzado y solo desactivado cuando sea su voluntad, gracias a esta habilidad Merlín es un recurso valioso para los "pecados" y con ella ha sido capaz de mantenerse con vida durante cientos de años.
Escanor ( Esukanōru?)
Seiyū: Tomokazu Sugita
Actor de doblaje: Gerardo Vasquez (Latinoamérica)
El pecado del orgullo del león y el miembro más poderoso del equipo. Tiene una personalidad dual; en su verdadera forma es un hombre tímido, inseguro y cobarde pero durante el día su actitud cambia a la de un hombre soberbio, arrogante y muy orgulloso que considera y trata a los demás como inferiores incluyendo a sus aliados o enemigos por igual, además, se considera a sí mismo como el que supera a todas las demás razas. El nombre de su poder mágico es "luz solar" (太陽サンシャイン Sanshain?), magia con la que puede combatir usando a su favor el calor y un resplandor parecido al del sol, su magia aumenta considerablemente cuando más se acerca al mediodía.

## Publicación y distribución

### Manga
El manga comenzó publicándose el 10 de octubre de 2012, en el número 45 de la Weekly Shōnen Magazine de ese mismo año. Hasta el 15 de noviembre de 2019, han sido publicados 39 volúmenes recopilatorios.

#### Lista de volúmenes
| Núm.. | Fecha de publicación    | ISBN                   |
| ----- | ----------------------- | ---------------------- |
| 1     | 15 de febrero de 2013   | ISBN 978-4-06-384802-1 |
| 2     | 17 de abril de 2013     | ISBN 978-4-06-384852-6 |
| 3     | 17 de junio de 2013     | ISBN 978-4-06-384884-7 |
| 4     | 16 de agosto de 2013    | ISBN 978-4-06-394918-6 |
| 5     | 17 de octubre de 2013   | ISBN 978-4-06-394947-6 |
| 6     | 17 de diciembre de 2013 | ISBN 978-4-06-384802-1 |
| 7     | 17 de febrero de 2014   | ISBN 978-4-06-395013-7 |
| 8     | 17 de abril de 2014     | ISBN 978-4-06-395054-0 |
| 9     | 17 de junio de 2014     | ISBN 978-4-06-395107-3 |
| 10    | 16 de agosto de 2014    | ISBN 978-4-06-395162-2 |
| 11    | 17 de octubre de 2014   | ISBN 978-4-06-395219-3 |
| 12    | 17 de diciembre de 2014 | ISBN 978-4-06-395265-0 |
| 13    | 17 de febrero de 2015   | ISBN 978-4-06-362290-4 |
| 14    | 17 de abril de 2015     | ISBN 978-4-06-362295-9 |
| 15    | 17 de junio de 2015     | ISBN 978-4-06-395418-0 |
| 16    | 12 de agosto de 2015    | ISBN 978-4-06-395458-6 |
| 17    | 16 de octubre de 2015   | ISBN 978-4-06-395519-4 |
| 18    | 17 de diciembre de 2015 | ISBN 978-4-06-395561-3 |
| 19    | 17 de febrero de 2016   | ISBN 978-4-06-395602-3 |
| 20    | 15 de abril de 2016     | ISBN 978-4-06-358807-1 |
| 21    | 16 de junio de 2016     | ISBN 978-4-06-358831-6 |
| 22    | 17 de agosto de 2016    | ISBN 978-4-06-395729-7 |
| 23    | 17 de octubre de 2016   | ISBN 978-4-06-395778-5 |
| 24    | 16 de diciembre de 2016 | ISBN 978-4-06-395829-4 |
| 25    | 17 de marzo de 2017     | ISBN 978-4-06-362353-6 |
| 26    | 17 de mayo de 2017      | ISBN 978-4-06-395948-2 |
| 27    | 14 de julio de 2017     | ISBN 978-4-06-510039-4 |

#### Piloto
Nanatsu no Taizai comenzó como un one-shot publicado el 22 de noviembre de 2011, en el número 52 de la Weekly Shōnen Magazine de ese mismo año. La historia se desarrolla en una montaña nevada, ahí mismo hay un bar local (Avallo), cuyo propietario es un joven misterioso llamado Meliodas, donde se encuentra con Elizabeth, la princesa del reino, que está buscando a Los Siete Pecados Capitales, ya que los mismos "Caballeros Sagrados" hicieron un golpe de Estado en el reino y Elizabeth cree que los "pecados" los podrán detener. Él la salva de un grupo de caballeros y, revela que es el "Pecado de la Ira" del Dragón. Meliodas y Elizabeth emprenden un viaje para buscar al resto de Los Siete Pecados Capitales.

#### Crossover
El 25 de diciembre de 2013 se publicó un manga yonkoma y un capítulo crossover de 17 páginas, mostrando un especial de Navidad con Fairy Tail. Este crossover de ambas historias fue una colaboración conjunta de Nakaba Suzuki con Hiro Mashima. Además se incluyó un calendario con ilustraciones de las dos series.

#### Spin-off

##### Mayoe! Nanatsu no Taizai Gakuen!
Una serie spin-off de comedia titulada Mayoe! Nanatsu no Taizai Gakuen! (迷え！七つの大罪学園！?) del autor Juichi Yamaki que representa a los personajes de Nanatsu no Taizai como estudiantes de secundaria. Se publica en la Bessatsu Shōnen Magazine desde el 9 de agosto de 2014, con 4 volúmenes tankōbon publicados hasta el 16 de agosto de 2016.

###### Volúmenes
| Núm. | Fecha de publicación    | ISBN                   |
| ---- | ----------------------- | ---------------------- |
| 1    | 17 de febrero de 2015   | ISBN 978-4-06-395322-0 |
| 2    | 12 de agosto de 2015    | ISBN 978-4-06-395459-3 |
| 3    | 15 de abril de 2016     | ISBN 978-4-06-395651-1 |
| 4    | 16 de diciembre de 2016 | ISBN 978-4-06-395808-9 |

##### Naka na, Tomo yo y Gilthunder no Shinjitsu
También se publicaron dos mangas hechos por Nakaba de manera gratuita en la página de Manga Box, durante un tiempo limitado. Naku na, Tomo yo (泣くな 友よ, lit. "No Llores, Mi Amigo"?) sobre los años de juventud de Hendricksen y Dreyfus, mientras Gilthunder no Shinjtsu (ギルサンダーの真実, lit. "La Verdad de Gilthunder"?) sigue a Gilthunder después del Arco del Festival de Batalla de Vaizel.

##### Nanatsu no Taizai Production
Otro manga spin-off de comedia titulado Nanatsu no Taizai Production (七つの大罪プロダクション?) se publicó en la revista ARIA, también de Kōdansha desde la edición de enero, el 28 de noviembre de 2015, por el artista Chie Sakamoto, es una historia de comedia en que los personajes solo son simples actores de un Live Action.

###### Volúmenes
| Núm. | Fecha de publicación    | ISBN                   |
| ---- | ----------------------- | ---------------------- |
| 1    | 17 de junio de 2016     | ISBN 978-4-06-377472-6 |
| 2    | 16 de diciembre de 2016 | ISBN 978-4-06-393102-0 |

##### Nanatsu no Taizai King no Manga Michi
Un manga yonkoma de comedia titulado Nanatsu no Taizai King no Manga Michi (七つの大罪 キングの漫画道?), se publicó en la Magazine Special de Kōdansha desde la edición de febrero, a la venta el 20 de febrero de 2016, por el dibujante Masataka Ono. La historia es protagonizada por King y su sueño de ser dibujante para trabajar junto con el autor profesional Meliodas, pero termina solo con el editor Hawk.

###### Volúmenes
| Núm. | Fecha de publicación | ISBN                   |
| ---- | -------------------- | ---------------------- |
| 1    | 17 de agosto de 2016 | ISBN 978-4-06-395730-3 |

### Anime
En abril de 2014 se anunció una adaptación a anime, confirmada en el número 20 del año de la Weekly Shōnen Magazine de Kodansha. Se estrenó el 5 de octubre de 2014 a las 5:00 p. m., en el MBS y TBS por sustitución de Haikyū!! y finalizó el 29 de marzo de 2015. Una segunda temporada fue anunciada el 27 de septiembre de 2015 y estaba planeada para estrenarse en 2016, sin embargo, se pospuso hasta enero de 2018, bajo el nombre de Nanatsu no Taizai: Imashime no Fukkatsu (七つの大罪 戒めの復活?).
En el 2015, se anunciaron dos OVA que se incluyeron en las ediciones limitadas de los volúmenes 15 y 16 del manga. La película fue anunciada para estrenarse en 2018.
Un anime especial de cuatro episodios con una historia original escrita por Nakaba Suzuki, titulado Nanatsu no Taizai: Seisen no Shirushi (七つの大罪 聖戦の予兆?), se emitió del 28 de agosto al 18 de septiembre de 2016 en MBS y TBS. El especial fue producido por A-1 Pictures, dirigido por Tomokazu Tokoro, y escrito por Yuniko Ayana y Yuichiro Kido, con el diseño de los personajes hecho por Keigo Sasaki. La música la compuso Hiroyuki Sawano y Takafumi Wada.
Una película, titulada Gekijō-ban Nanatsu no Taizai: Tenkū no Torawarebito (劇場版 七つの大罪 天空の囚われ人 ?), fue estrenada el 18 de agosto de 2018. Dirigida por Yasuto Nishikata y escrita por Makoto Uezu, mostrando una historia original escrita por Nakaba Suzuki y Noriyuki Abe siendo el director principal.
La apertura es "Netsujō no Spectrum" (熱情のスペクトラム Netsujō no Supekutoramu,?, lit. Espectro de Pasión) interpretado por Ikimonogakari y el primer final es "7 -seven-" interpretado por FLOW X GRANRODEO. La segunda es "Seven Deadly Sins" interpretado por MAN WITH A MISSION y el segundo final es "Season" interpretado por Alisa Takigawa. La tercera es "CLASSIC" interpretado por MUCC y el tercer final es "Iroasenai Hitomi" (色褪せない瞳?) interpretado por Alisa Takigawa. La cuarta es "Howling" interpretado por FLOW X GRANRODEO y el cuarto final es "Beautiful" interpretado por Anly. La quinta es "Ame ga Furu kara Niji ga Deru" (あめがふるからにじがでる?) interpretado por Sky Peace y el quinto final es "Chikai" (誓い?) interpretado por "Elizabeth Liones" (Sora Amamiya). El sexto es "Rob the Frontier" interpretado por UVERworld y el sexto final es "Regeneration" interpretado por "Elizabeth Liones" (Sora Amamiya). El séptimo es "Delete" interpretado por SID y el séptimo final es "Good day" interpretado por Kana Adachi. El octavo es "Let there be light" (光あれ Hikari Are,?, lit. Que se haga la luz)
Una película anime dividida en 2 partes, titulada Nanatsu no Taizai: Grudge of Edinburgh Parte 1 y Parte 2 fueron estrenadas en diciembre de 2022 y agosto de 2023 respectivamente.

## Temporadas
| Temporada | Temporada | Episodios  | Episodios  | Emisión original     | Emisión original         | Emisión original      |
| Temporada | Temporada | Episodios  | Episodios  | Primera emisión      | Última emisión           | Cadena                |
| --------- | --------- | ---------- | ---------- | -------------------- | ------------------------ | --------------------- |
|           | 1         | 24 + 2 OVA | 24 + 2 OVA | 5 de octubre de 2014 | 29 de marzo de 2015      | MBS, TBS              |
|           | 2         | 4          | 4          | 28 de agosto de 2016 | 18 de septiembre de 2016 | MBS, TBS              |
|           | 3         | 24 + 1 OVA | 24 + 1 OVA | 13 de enero de 2018  | 30 de junio de 2018      | MBS, TBS              |
|           | 4         | 24         | 24         | 9 de octubre de 2019 | 25 de marzo de 2020      | TV Tokyo, BS TV Tokyo |
|           | 5         | 24         | 24         | 13 de enero de 2021  | 23 de junio de 2021      | TV Tokyo, BS TV Tokyo |

### Videojuego
Bandai Namco desarrolló un juego para la Nintendo 3DS, titulado Nanatsu no Taizai: Unjust Sin. El juego tiene ilustraciones propias del mismo mangaka Nakaba Suzuki. El juego se lanzó el 11 de febrero de 2015 en Japón, donde la historia del juego es original. A finales de junio de 2017, Bandai Namco anunció que lanzará un juego para la PlayStation 4 llamado Nanatsu no Taizai: Knights of Brittannia, sin revelar detalles hasta el momento.

## Recepción
Se han impreso un total de 2.1 millones de copias de los seis primeros volúmenes de la serie. El primer volumen, lanzado en febrero de 2013 vendió 38,000 copias durante su primera semana, vendiendo un total de más de 80 mil copias. Del séptimo volumen se vendieron 180.000 copias en la primera semana de lanzamiento, ocupando el segundo lugar en el ranking general de mangas.
El manga alcanzó el primer puesto en ventas en el primer semestre del 2015 vendiendo 7.059.000 copias, superando a One Piece.
Ha sido premiado como el mejor manga shōnen en la 39.ª edición de los Kodansha Manga Award, premio compartido con la obra Yowamushi Pedal de Wataru Watanabe.